# The MDNA Tour
Madonna World Tour és el novè tour mundial de la cantant estatunidenca Madonna. La gira es troba al voltant del dotzè àlbum de la cantant, MDNA.
El 7 de febrer de 2012, Live Nation va donar les dates del tour, des del 29 de maig a Israel, al 7 de novembre a Atlanta. Aquestes dates oficials eren només unes quantes. També es va confirmar, el 20 de juny, una actuació al Palau Sant Jordi a Barcelona.